# Ptycholobium contortum
Ptycholobium contortum là một loài thực vật có hoa trong họ Đậu. Loài này được (N.E.Br.) Brummitt miêu tả khoa học đầu tiên.